# Zbàraj
Zbàraj (en ucraïnès i rus: Зба́раж; en polonès: Zbaraż) és una ciutat de l'oblast de Ternópil, a Ucraïna, i el centre administratiu del raion de Zbàraj. La seva població era de 14.004 habitants l'any 2013.

## Geografia
Zbàraj és regada pel riu Hnizna i es troba a 19 km al nord-est de Ternòpil.

## Història
El primer esment de Zbàraj es remunta a l'any 1211: és llavors una sòlida fortalesa rutena. Zbàraj va esdevenir la capital dels prínceps Gediminides del Gran Ducat de Lituània, cap a la fi del segle XIV. Queden ruïnes del castell d'origen als voltants de la ciutat moderna de Zbàraj.
El nou castell va ser concebut pel príncep Jeremi Wiśniowiecki en un estil italià post-paladià similar al de Scamozzi, realitzat per l'arquitecte neerlandès van Peyen l'any 1626-1631. El castell va ser en part reconstruït el segle XVIII. Zbàraj conserva diverses esglésies rellevants, sobretot l'església del Salvador (1600) i el monestir dels Bernardines (1627). Zbàraj va ser assetjada per Bohdan Khmelnitski l'any 1649, capturada pels turcs l'any 1676 i atacada per les haidamaks l'any 1708, en el qual la població jueva de la ciutat va rebre particularment.
Des del primer repartiment de Polònia l'any 1772 fins a l'any 1918, la ciutat (Zbaraż en polonès o Sbarasch en alemany) forma part de la monarquia austríaca (Imperi Austríac), després Imperi Austrohongarès (Cisleitània després del compromís de 1867), cap del districte del mateix nom, l'un dels 78 Bezirkshauptmannschaften (powiats) de la província (Kronland) de Galítsia l'any 1900.
El destí d'aquesta província va ser des d'aleshores disputat per Polònia i la Rússia soviètica, fins a la pau de Riga el 18 de març de 1921, atribuint Galítsia oriental a la Segona República de Polònia, (fins al riu Riu Zbrutx).
Al límit sud-est del Govern general sota l'ocupant nazi, Galítsia oriental és annexada l'any 1944 a la Unió Soviètica i inclosa a la República Socialista Soviètica d'Ucraïna.
La ciutat va tenir molt de temps una important comunitat jueva, que va desaparèixer completament a l'Holocaust, quan la ciutat va ser ocupada per l'Alemanya nazi durant la Segona Guerra Mundial. Els jueus van ser massacrats als voltants de la ciutat, o deportats als camps de treball o cap al camp d'extermini de Bełżec. El gueto establert a la tardor de 1942 va ser liquidat el 8 de juny de 1943. Sols 60 jueus de Zbaraj van sobreviure
L'escut de la ciutat, adoptat l'any 1996, representa sant Jordi matant un drac.

## Població
Censos o estimacions de la població:
| 1959 | 1970 | 1979  | 1989  | 2001  | 2011  | 2012  | 2013  |
| ---- | ---- | ----- | ----- | ----- | ----- | ----- | ----- |
| 6516 | 9406 | 11533 | 13760 | 13228 | 13915 | 13949 | 14004 |

## Personalitats lligades al municipi
- Ignacy Daszyńesquí (1866-1936): polític nascut a Zbàraj.
- Ida Fink (1921-2011): escriptora polonesa, després israeliana (escrivint en polonès) nascuda a Zbàraj.